# Análisis bioenergético
El análisis bioenergético, también conocido como psicoterapia bioenergética, terapia bioenergética o simplemente bioenergética, es una psicoterapia psicodinámica iniciada, a partir de los años 50 del siglo XX, por el doctor Alexander Lowen,  que trabaja con fenómenos somáticos (corporales), psíquicos, emocionales e interpersonales como parte de un todo unitario. 
Aunque el análisis bioenergético no figura como tal en una lista de pseudoterapias publicada en el plan ConPrueba, la terapia bioenergética sí figura.

## Fundamentos
El Análisis Bioenergético combina dos enfoques, el verbal y el corporal. El verbal parte de los informes del cliente, prestando atención no sólo a las palabras sino también a los matices emocionales y las reacciones corporales correspondientes. Centrándose en este último tipo de comunicación se busca que el cliente sea claramente consciente de ello y de los conflictos relacionados. El enfoque corporal primero intenta profundizar la respiración y mejorar la conciencia y percepción corporal. Esto se puede hacer eligiendo entre una amplia gama de ejercicios en posiciones de estrés, en un estado de relajación o en diferentes formas de movimiento. Uno  de los objetivos es fomentar la expresión emocional espontánea del cliente - o incluso hacerla posible por primera vez- y llevar al  paciente a una reflexión consciente.
Este enfoque, basado en la metodología de la psicoterapia psicodinámica, integra teorías psicoanalíticas tales como transferencia y contra-transferencia, análisis de sueños, actos fallidos y cuestiones edípicas, dispone además de un repertorio de técnicas para intervenir en tres dimensiones: cuerpo, mente y relación. 
Según el análisis bioenergético, sentimientos reprimidos en la infancia generan tensiones musculares en el individuo y afectan la relación del individuo consigo mismo y con los otros. Para restablecer la salud del paciente, la psicoterapia de análisis bioenergético utiliza  ejercicios, toques corporales y  técnicas que estimulan la expresión de los sentimientos del paciente, buscando eliminar sus bloqueos físico-emocionales, con ello se intenta lograr manejar más libremente los afectos, restaurar un equilibrio afectivo, resolver posibles dificultades sexuales y aprender formas nuevas y más satisfactorias de relacionarse con uno mismo y con los demás. 
La ternura, la agresividad, la afirmación expresiva de sí mismo – y su confluencia en la sexualidad – son consideradas por el análisis bioenergético como fuerzas esenciales en el equilibrio psíquico y emocional.

## Historia y desarrollo
En la primera mitad del  siglo XX, Wilhelm Reich neurólogo y psicoanalista austriaco inicia el estudio del anclaje corporal de las resistencias del paciente en la cura psicoanalítica y postula que se pueden observar en el cuerpo, en forma de tensiones musculares crónicas, que tienen su origen en las emociones asociadas a conflictos psíquicos inconscientes.
Alexander Lowen conoció a Wilhelm Reich en Nueva York en 1940, y se formó con él hasta 1952. Estudió los principios energéticos de Reich y el análisis del carácter. También acudió a terapia personal con Reich de 1942 a 1945. En 1953, se separó de Reich y su investigación sobre el "orgón". Se asoció con otros dos estudiantes de Reich, John Pierrakos y William Walling y juntos crearon el Instituto de Análisis Bioenergético en 1956, en Nueva York.
Lowen desarrolló entonces la psicoterapia "Análisis Bioenergético" como contribución a clarificar la complejidad de la división mente-cuerpo inaugurando una de las ramas de más implantación entre la psicoterapia de enfoque corporal.
Después de su separación de los anteriores, fundaría en 1976 el International Institute for Bioenergetic Analysis (IIBA), que, desde su inicio, desarrolla sobre todo una actividad de divulgación y de formación de terapeutas y reúne a los psicoterapeutas practicantes del Análisis Bionergético, formados y certificados con los criterios de calidad de ese instituto.
En la década de 1980-90, se desarrolló la dimensión relacional, a través de la integración de la teoría del apego y los conceptos de la terapia relacional, así como a principios de este siglo se han integrado los nuevos hallazgos en el campo de la neurociencia y la terapia de trauma.

## La eficiencia terapéutica basada en la evidencia empírica
Hay que esperar hasta finales del siglo XX para que los practicantes del abordaje corporal en psicoterapia empiecen a dar importancia a la  validación empírica de la efectividad de sus tratamientos.
Los primeros estudios científicos publicados sobre psicoterapia de Análisis Bioenergético (AB) son estudios de casos aislados de pacientes afectados por diferentes patologías como depresión crónica, alteraciones somáticas, traumas de la etapa preverbal o de la temprana infancia, trauma de guerra, estrés emocional o social y alteraciones alimenticias.
Levin y Mead en 2008, publicaron también una serie de casos de tres pacientes tratados con psicoterapia de Análisis Bioenergético con un periodo de seguimiento de dos años, y en los que se constató una mejoría de síntomas psíquicos y físicos al final del tratamiento.
También en torno al cambio de siglo, Gudat publica un estudio post-tratamiento, en el que se estudiaron 309 terapias ambulatorias terminadas. En él concluye que la terapia analítica bioenergética puede aplicarse a una amplia gama de trastornos mentales y psicosomáticos.  Con respecto a los efectos del tratamiento, los clientes dieron altas puntuaciones de cambio en un cuestionario estandarizado de cambio.
En las primeras décadas del siglo XXI el interés por la evidencia empírica aumenta y aumentan las publicaciones al respecto, especialmente en Europa Central.

## Críticas: pseudociencia
Escépticos dedicados a la divulgación de información relacionada con la salud consideran esta forma de terapia como una pseudociencia, pues la producción teórica inicial de este enfoque psicoterapéutico usa términos como el de energía con un significado aparentemente biológico o científico de ese término, sin serlo. Por lo que consideran que se trata de pseudociencia.
El término bioenergía posee un significado bien definido dentro de la bioquímica y biología celular, y su uso por los proponentes del Análisis bioenergético es criticado por científicos por no referirse a ninguna energía cuya existencia haya sido verificada y por "ignorar el consenso universal sobre energía que existe en la ciencia".
Las críticas a ese uso existen también dentro del colectivo de los analistas bioenergéticos desde hace décadas.
En la actualidad, aunque en menor medida, en la literatura actual del A.B. se sigue encontrando este tipo de lenguaje metafórico y pseudocientífico , por ejemplo “high-level energy”   Sin embargo existe desde hace años una reflexión en curso para paliar ese déficit y explicar los procesos corporales que se dan en la clínica del Análisis  Bioenergético de una manera que sea acorde con los procesos energéticos biológicos, ajustada a  descripciones anatómicas correctas,  no metafóricas, de las conexiones neuromusculares de las hipertonías musculares
Y con los recientes hallazgos de la neuropsicología E igualmente, para dar cuenta de las límitaciones  de  esos hallazgos para explicar los fenómenos  clínicos

## Clasificación como  pseudoterapia
El documento de presentación del Plan de protección de la salud frente a las “pseudociencias” y “pseudoterapias” propuesto por el Ministerio de Sanidad, Consumo y Bienestar Social, incluye “Terapia Bioenergética” en un listado  de pseudoterapias. Esta lista  proviene del “Análisis de Situación de las Terapias Naturales”, elaborado por el SRTES y presentado por el Ministerio de Sanidad, Política Social e Igualdad en 2011. En este último se incluye también una sucinta descripción de “Terapia Bioenergética”. 
No existe acuerdo entre los profesionales de la salud acerca si eso implica que el Análisis Bioenergético está clasificado como pseudoterapia. 
Sectores importantes de profesionales de la salud ateniéndose al uso habitual que hacen los terapeutas bioenergéticos del IIBA de los términos “Bioenergética” o “Terapia Bioenergética” para referirse al Análisis Bioenergético, concluyen que la clasificación de pseudoterapia es aplicable al Análisis Bioenergético.
La conclusión anterior podría ser inexacta y es discutida por profesionales de la psicoterapia, analistas certificados pertenecientes al IIBA porque la lista del plan ConPrueba no incluye literalmente la denominación Análisis Bioenergético y  porque la descripción aportada para “Terapia Bioenergética”  incluida en el “Análisis de Situación de las Terapias Naturales” del SRTES no describe el Análisis Bioenérgético tal como se define y practica por los psicoterapeutas analistas bioenergéticos formados y certificados por el International Institute for Bioenergetic Aalysis, IIBA. 
Estos últimos se apoyan además en la evidencia empírica existente sobre la eficiencia terapéutica  del Análisis Bioenergético.

## Reconocimientos en Europa
Desde el año 2004, el Análisis Bioenergético es una  especialidad  reconocida por la  European Association for Psychotherapy, EAP, como modalidad científica de psicoterapia. Este reconocimiento, que tiene una validez de 7 años, ha sido renovado en 2011, y de nuevo en 2018.
El Consejo Federal Suizo, siguiendo la normativa establecida en su “Loi fédérale sur les professions relevant du domaine de la psychologie”  de 18 mars 2011.  ha reconocido con fecha de 5/5/2019 la formación en Análisis Bioenergético, de la Sociedad Suiza de Análisis y Terapia Bioenergética SGBAT, como una especialización de postgrado. Esta formación otorga  a quien la complete el reconocimiento como "psicoterapeuta reconocido a nivel federal".
La SIAB Società Italiana di Analisi Bioenergetica ha sido reconocida por la ley italiana como escuela de especialización de postgrado en psicoterapia por el Ministerio para la Universidad y de la Investigación Científica y Tecnológica de Italia en el decreto ministerial 20.3.98.